# John Moore (arcivescovo)
John Moore (Gloucester, 26 aprile 1730 – Lambeth Palace, 18 gennaio 1805) è stato un arcivescovo anglicano inglese.

## Biografia
John Moore nacque nel 1730, figlio del macellaio Thomas Moore e della moglie Elizabeth. Dopo la laurea al Pembroke College fu ordinato sacerdote e lavorò per alcuni anni come precettore di Charles e Robert Spencer. Proclamato Doctor of Divinity nel luglio 1764, divenne Decano di Canterbury nel 1771 e fu consacrato vescovo di Bangor nel 1775. 
Nel 1783 fu elevato ad arcivescovo di Canterbury su consiglio di Robert Lowth e Richard Hurd, dopo che entrambi avevano declinato la nomina. Competente amministratore, Moore mantenne la carica fino alla sua morte, avvenuta a Lambeth Palace nel 1805.
Dopo la morte della prima moglie Jane Wright, nel 1770 si risposò con Catherine Eden, da cui ebbe dei figli.